# Young (Familienname)
Young ist ein englischer Familienname (in der Bedeutung „jung“, „neu“, „unerfahren“ – ein Übername – oder als englische Schreibweise des chinesischen Namens Yang).

## Varianten
- De Young
- DeYoung

## Namensträger

### A
- Adam Young (* 1986), US-amerikanischer Rockmusiker, siehe Owl City
- Aden Young (* 1972), australisch-kanadischer Schauspieler
- Aida Young (1920–2007), britische Filmproduzentin
- Alan Young (1919–2016), britischer Schauspieler
- Albert Young (Boxer) (1877–1940), US-amerikanischer Boxer
- Albert Young (Dichter) (* 1962), französischer Schriftsteller und Dichter
- Albert Young (Footballspieler) (* 1985), US-amerikanischer American-Football-Spieler
- Alex „Sandy“ Young (1880–1959), schottischer Fußballspieler
- Alex Young (Fußballspieler, 1937) (1937–2017), schottischer Fußballspieler
- Alex Young (Basketballspieler) (* 1989), US-amerikanischer Basketballspieler
- Alex Young (Baseballspieler) (* 1993), US-amerikanischer Baseballspieler
- Alex Young (Leichtathlet) (* 1994), US-amerikanischer Hammerwerfer
- Alexander Young (Bischof) († 1684), schottischer Geistlicher, Bischof von Ross
- Alexander Young, eigentlicher Name von Sandy Young (1880–1959), schottischer Fußballspieler
- Alexander Young (Sänger) (1920–2000), britischer Opernsänger (Tenor)
- Alexander Young (Musiker) (1938–1997), schottischer Musiker
- Alison Young (Kriminologin) (* 1962), australische Kriminologin
- Alison Young (Musikerin), kanadische Saxophonistin und Komponistin
- Alison Young (Archäologin), britische Archäologin
- Alison Young (Seglerin) (* 1987), britische Seglerin
- Alison L. Young, britische Rechtswissenschaftlerin
- Alfred Young (1873–1940), britischer Mathematiker
- Allan Peter Young (* 1948), britischer Physiker
- Alse Young († 1647), US-amerikanische Frau, als Hexe hingerichtet
- America Young (* 1984), US-amerikanische Schauspielerin, Synchronsprecherin, Regisseurin, Stuntfrau und -koordinatorin
- Ammi B. Young (1798–1874), US-amerikanischer Architekt
- Anastasia Young (* 1988), US-amerikanische Rennrodlerin
- Andrea Young, US-amerikanischer Physiker
- Andrew Young (Mathematiker) (1891–1968), schottischer Mathematiker
- Andrew Young (Politiker) (* 1932), US-amerikanischer Bürgerrechtsaktivist und Politiker
- Andrew Young (Regisseur) (* 1960), US-amerikanischer Regisseur und Kameramann für Dokumentationen
- Andrew Young (Skilangläufer) (* 1992), britischer Skilangläufer
- Andrew Robert Young (* 1961), US-amerikanischer Diplomat und Botschafter
- Angus Young (* 1955), australischer Gitarrist
- Annabel Young (* 1956), neuseeländische Politikerin
- Anne Sewell Young (1871–1961), US-amerikanische Astronomin und Hochschullehrerin
- Anthony Young (Komponist) (1683–1747), englischer Organist und Komponist
- Anthony Young (Radsportler) (Anthony Peter Young; 1900–1970), US-amerikanischer Radsportler
- Anthony Young, Baron Young of Norwood Green (* 1942), britischer Politiker (Labour)
- Anthony Young (Footballspieler) (Anthony Ricardo Young; * 1963), US-amerikanischer American-Football-Spieler
- Anthony Young (Baseballspieler) (Anthony Wayne Young; * 1966), US-amerikanischer Baseballspieler
- Anthony M. Young (* 1943), australischer Mykologe
- Arthur Young (Agrarwissenschaftler) (1741–1820), englischer Agrarwissenschaftler und Publizist
- Arthur Young (Gouverneur) (1854–1938), britischer Kolonialverwalter
- Arthur Young (Schauspieler) (1898–1959), britischer Schauspieler
- Arthur Young (Musiker) (1904–1965), schottischer Jazzpianist und Bandleader
- Arthur Young (Polizist) (1907–1979), britischer Polizist
- Arthur Middleton Young (1905–1995), amerikanischer Hubschrauberentwickler, Philosoph und Autor
- Arthur Primrose Young (1885–1977), britischer Industriemanager
- Ashley Young (* 1985), englischer Fußballspieler
- Audrey Young (1922–2012), US-amerikanische Schauspielerin
- Augustus Young (Politiker) (1784–1857), US-amerikanischer Politiker
- Augustus Young (Schriftsteller) (* 1943), irischer Schriftsteller
- Austin Young (Bassist) (Boots; 1890–nach 1949), US-amerikanischer Jazz-Bassist
- Austin Young (Sänger) (Skin), US-amerikanischer Jazz-Sänger
- Austin Young (Fotograf) (* 1966), US-amerikanischer Fotograf und Filmemacher
- Austin Young (Gitarrist), US-amerikanischer Blues-Gitarrist und Sänger

### B
- B. J. Young (Jerry Franklin Young; 1977–2005), US-amerikanischer Eishockeyspieler
- Bailey De Young (geb. Bailey Buntain; * 1989), US-amerikanische Schauspielerin und Tänzerin
- Barbara Young (Schauspielerin) (* 1936), englische Schauspielerin
- Barbara Young, Baroness Young of Old Scone (* 1948), britische Politikerin
- Bellamy Young (* 1970), US-amerikanische Schauspielerin
- Ben Young (Regisseur), australischer Regisseur und Drehbuchautor
- Ben Young (Rennfahrer) (* 1993), Motorradrennfahrer
- Bernie Young (um 1900–nach 1931), US-amerikanischer Jazzmusiker
- Betty Young (1832–1887), ungarische Dramatikerin und (Bühnen-)Schriftstellerin
- Bill Young (Footballspieler) (1914–1994), US-amerikanischer American-Football-Spieler
- Bill Young (Politiker) (1930–2013), US-amerikanischer Politiker
- Bill Young (Eishockeyspieler) (* 1947), kanadischer Eishockeyspieler
- Bill Young (Schauspieler) (* 1950), australischer Schauspieler
- Bill Young (Rugbyspieler) (* 1974), australischer Rugby-League-Spieler
- Bob Young (* 1945), englischer Musiker, Schriftsteller und Musikmanager
- Bowen Yang (* 1990), US-amerikanischer Komiker und Schauspieler
- Bradford Young (* 1977), US-amerikanischer Kameramann
- Brett Young (* 1981), US-amerikanischer Countrysänger
- Brigham Young (1801–1877), US-amerikanischer Mormonenführer und Gouverneur von Utah
- Brigitte Young (* 1946), US-amerikanische Politologin
- Britney Young (* 1987/88), US-amerikanische Schauspielerin
- Bruce A. Young (* 1956), US-amerikanischer Schauspieler
- Brian Young (Eishockeyspieler) (Brian Donald Young; * 1958), kanadischer Eishockeyspieler
- Brian Young (Footballspieler) (* 1977), US-amerikanischer American-Football-Spieler und -Trainer
- Brian Young (Filmproduzent), Filmproduzent
- Bryan Young (Rugbyspieler) (* 1981), irischer Rugby-Union-Spieler
- Bryan Young (Eishockeyspieler) (Bryan William Young; * 1986), kanadisch-südkoreanischer Eishockeyspieler
- Bryan Rust Young (1800–1882), US-amerikanischer Politiker
- Bryce Young (* 2001), US-amerikanischer American-Football-Spieler
- Buck Young (1920–2000), US-amerikanischer Schauspieler
- Burt Young (1940–2023), US-amerikanischer Schauspieler

### C
- C. C. Young (1869–1947), US-amerikanischer Politiker
- C. C. Young (1897–1979), chinesischer Paläontologe, siehe Yang Zhongjian
- C. J. Young (Carl Joshua Young; * 1968), kanadischer Eishockeyspieler
- Candy Young (* 1962), US-amerikanische Hürdenläuferin
- Carleton Young (1905–1994), US-amerikanischer Schauspieler
- Carlson Young (* 1990), US-amerikanische Schauspielerin
- Cassin Young (1894–1942), US-amerikanischer Offizier
- Cathy Young (Journalistin) (geboren 1963), russischstämmige US-amerikanische Journalistin und Autorin
- Cathy Young (Musikerin) (geboren 1951), kanadische Sängerin und Songschreiberin
- Cathy Young (Tänzerin) US-amerikanische Tänzerin, Leiterin des Boston Conservatory at Berklee
- Cecilia Young (1712–1789), englische Sängerin, Händel-Interpretin
- Charles Young (Kolonialgouverneur) (1812–nach 1875), englischer Kolonialgouverneur von Prince Edward Island
- Charles Young (1864–1922), US-amerikanischer Offizier, Militärattaché, erster Afroamerikaner, der Oberst wurde, siehe Charles Young Buffalo Soldiers National Monument
- Charles Young (Schauspieler) (1935–2012), US-amerikanischer Schauspieler
- Charles Augustus Young (1834–1908), US-amerikanischer Astronom
- Charles M. Young († 2014), US-amerikanischer Musikjournalist
- Charokee Young (* 2000), jamaikanische Sprinterin
- Chase Young (* 1999), US-amerikanischer American-Football-Spieler
- Chic Young (1901–1973), US-amerikanischer Comiczeichner und -autor
- Chip Young († 2014), US-amerikanischer Gitarrist und Musikproduzent
- Chris Young (Schauspieler) (Christopher Tyler Young; * 1971), US-amerikanischer Schauspieler, Filmproduzent und Regisseur
- Chris Young (Countrysänger) (Christopher Alan Young; * 1985), US-amerikanischer Countrysänger
- Christopher Young (* 1957), US-amerikanischer Komponist
- Clara Kimball Young (1890–1960), US-amerikanische Schauspielerin
- Clarence Clifton Young (1922–2016), US-amerikanischer Politiker
- Clarence H. Young (1866–1957), US-amerikanischer Klassischer Archäologe
- Claude Young, US-amerikanischer DJ
- Clayton Young (Eishockeyspieler) (* 1969), deutsch-kanadischer Eishockeyspieler
- Clayton Young (Leichtathlet) (* 1993), US-amerikanischer Leichtathlet
- Cliff Young (1922–2003), australischer Leichtathlet
- Cliff DeYoung (* 1946), US-amerikanischer Musiker und Filmschauspieler
- Clive Young († 2015), britischer Bischof
- Cole Young (* 2002), US-amerikanischer Volleyballspieler
- Coleman Young (1918–1997), US-amerikanischer Politiker
- Colville Young (* 1932), belizischer Politiker
- Connie Young (Schauspielerin) (* 1969), US-amerikanische Schauspielerin
- Connie Paraskevin-Young (* 1961), US-amerikanische Radsportlerin und Eisschnellläuferin
- Craig Young (Rugbyspieler) (* 1956), australischer Rugby-League-Spieler
- Craig Young (Freestyle-Skier) (* 1963), kanadischer Freestyle-Skier
- Craig Young (Cricketspieler) (* 1990), irischer Cricketspieler
- Craig Young (Footballspieler) (* 2001),  US-amerikanischer American-Football-Spieler
- Crawford Young (* 1952), US-amerikanischer Lautenist und Musikwissenschaftler
- Cy Young (Baseballspieler) (1867–1955), US-amerikanischer Baseballspieler und -manager
- Cy Young (Animator) (1900–1964), chinesisch-amerikanischer Animator
- Cy Young (Leichtathlet) (1928–2017), US-amerikanischer Speerwerfer

### D
- Dai Young (* 1967), walisischer Rugbyspieler und -trainer
- Damian Young (* 1961), US-amerikanischer Schauspieler
- Dan Young (1959–2006), US-amerikanischer Kameramann
- Dannette Young-Stone (* 1964), US-amerikanische Sprinterin
- Daphne Young (um 1910–??), englische Badmintonspielerin
- Darin Young (* 1973), US-amerikanischer Dartspieler
- Darius Young (1938–2021), US-amerikanischer Sportschütze
- Darren Young (* 1983), US-amerikanischer Wrestler, siehe Fred Rosser
- Dave Young (* 1940), kanadischer Kontrabassist
- David Young (Schwimmer, 1907) (1907–1988), US-amerikanischer Schwimmer
- David Young (Leichtathlet) (1914–1983), britischer Diskuswerfer
- David Young (Bischof) (1931–2008), britischer Theologe, Bischof von Ripon und Leeds
- David Young, Baron Young of Graffham (1932–2022), britischer Geschäftsmann und Politiker (Conservative Party)
- David Young (Musiker) (1933–2009), US-amerikanischer Saxophonist
- David Young (* 1940), kanadischer Kontrabassist, siehe Dave Young
- David Young (Schriftsteller) (* 1946), kanadischer Schriftsteller
- David Young (Diplomat), US-amerikanischer Diplomat
- David Young (Politiker) (* 1968), US-amerikanischer Politiker
- David Young (Snookerspieler), englischer Snookerspieler
- David Young (Schwimmer, 2005) (* 2005), fidschianischer Schwimmer
- David Allan Young (1915–1991), US-amerikanischer Insektenkundler
- Dean Young (* 2002), schottischer Snookerspieler
- Dennis Young (1938–2008), papua-neuguineischer Politiker
- Dennis Acan de Young, Geburtsname von Dennis DeYoung (* 1947), US-amerikanischer Musiker
- Dey Young (* 1955), US-amerikanische Schauspielerin
- Dick Young, US-amerikanischer Dokumentar- und Werbefilmer
- Don Young (1933–2022), US-amerikanischer Politiker
- Donald Young (* 1989), US-amerikanischer Tennisspieler
- Donald Ramsey Young (1898–1977), US-amerikanischer Soziologe
- Donnell Young (1888–1989), US-amerikanischer Sprinter
- Dorothy Young (Tänzerin) (1907–2011), US-amerikanische Tänzerin
- Douglas Young (* 1950), australischer römisch-katholischer Geistlicher, Bischof von Mount Hagen
- Douglas C. C. Young (1913–1973), schottischer Autor, Klassischer Philologe und Politiker

### E
- Earl Young (* 1941), US-amerikanischer Leichtathlet
- Ebenezer Young (1783–1851), US-amerikanischer Politiker
- Ed Young (1931–2023), US-amerikanischer Illustrator
- Eduard von Young (1815–1886), preußischer Landrat
- Edward Young (Dichter) (1683–1765), englischer Dichter
- Edward Young (Maler) (1823–1882), österreichischer Maler und Zeichner
- Edward Young (Meuterer) († 1800), britischer Seemann
- Edward Young (Afrikaforscher) (1831–1896), englischer Afrikaforscher
- Edward Young, Baron Young of Old Windsor (* 1966), Privatsekretär von Elizabeth II. und Charles III.
- Edward James Young (1878–1966), kanadischer Politiker
- Edward Joseph Young (1907–1968), US-amerikanischer Theologe
- Edward Lunn Young (1920–2017), US-amerikanischer Politiker
- Edwin Young (1947–2006), US-amerikanischer Wasserspringer
- Eldee Young (1936–2007), US-amerikanischer Musiker
- Elisabeth Young-Bruehl (1946–2011), US-amerikanische Psychotherapeutin
- Elizabeth Young, Lady Kennet (1923–2014), britische Dichterin, Künstlerin und Publizistin
- Ella Young (1867–1956), irische Autorin, Theosophin und Freiheitskämpferin
- Ella Flagg Young (1845–1918), US-amerikanische Schulreformerin
- Emily Young (Bildhauerin) (* 1951) britische Bildhauerin und Malerin
- Emily Young (Regisseurin) (* 1970), englische Filmregisseurin und Drehbuchautorin
- Emily Mae Young (* 1990), US-amerikanische Schauspielerin
- Emily Young (Behindertensportlerin) (* 1991), kanadische Skilangläuferin und Biathletin
- Eric Young (Fußballspieler) (* 1960), walisischer Fußballspieler
- Eric Young (Wrestler) (* 1979), kanadischer Wrestler
- Eric Young (Radsportler) (* 1989),  US-amerikanischer Radrennfahrer
- Eric van Young (* 1946), US-amerikanischer Historiker
- Ernest James Young (1882–1935), britischer Politiker (Liberal Party)
- Ernest P. Young, US-amerikanischer Historiker und Hochschullehrer
- Ernie Young (Fußballspieler, 1892) (Ernest Albert Young; 1892–1962), englischer Fußballspieler
- Ernie Young (Fußballspieler, 1893) (Ernest Wilson Young, 1893–??), englischer Fußballspieler
- Ernie Young (Baseballspieler) (Ernest Wesley Young; * 1969), US-amerikanischer Baseballspieler
- Eugene S. Young, US-amerikanischer Diplomat

### F
- Faron Young (1932–1996), US-amerikanischer Sänger
- Francis Young (1884–1954), englischer Schriftsteller
- Frank Young (Kameramann) (Frank William Young; 1889–1951), US-amerikanischer Kameramann
- Frank Young (Bildhauer) (* 1940), US-amerikanischer Bildhauer
- Frank L. Young (1860–1930), US-amerikanischer Rechtsanwalt und Politiker
- Freddie Young (1902–1998), britischer Kameramann und Filmregisseur

### G
- G. Gordon Young (George Gordon Young; 1908–1963), britischer Journalist
- Gabby Young (* 1984), britische Singer-Songwriterin, Gitarristin und Bandleaderin
- Garry Sharpe-Young (1964–2010), britischer Musikjournalist, Künstler und Musikveranstalter
- Gary Young (Musiker) (* 1947), australischer Musiker
- Gary Young (1953–2023), US-amerikanischer Schlagzeuger der Band Pavement
- Gary Young (Drehbuchautor), britischer Drehbuchautor
- Gary F. Young (* 1945), US-amerikanischer Politiker
- Geoffrey Winthrop Young (1876–1958), englischer Alpinist, Schriftsteller und Pädagoge
- George Young (Botaniker) († 1803), britischer Militärchirurg und Botaniker
- George Young (Mediziner), britischer Chirurg
- George Young (Geologe) (1777–1848), britischer Geistlicher und Geologe
- George Young (Fußballspieler, 1880) (1880–??), schottischer Fußballspieler
- George Young (Leichtathlet, 1885) (1885–1952), britischer Leichtathlet
- George Young (Fußballspieler, 1919) (1919–1982), schottischer Fußballspieler
- George Young (Fußballspieler, 1922) (1922–1997), schottischer Fußballspieler und -trainer
- George Young (Footballfunktionär) (1930–2001), US-amerikanischer American-Football-Spieler, -Trainer und -Funktionär
- George Young (Leichtathlet, 1937) (1937–2022), US-amerikanischer Leichtathlet
- George Young (Jazzmusiker) (* 1937), US-amerikanischer Jazzsaxophonist und Komponist
- George Young (Politiker) (* 1941), britischer Politiker
- George Young (Rockmusiker) (1946–2017), australischer Musikproduzent und Musiker
- George Young (Fußballspieler, 1950) (* 1950), walisischer Fußballspieler
- George Young (Schauspieler) (geboren George Ng; * 1980), britischer Schauspieler
- George Alexander Young (1876–1957), britisch-amerikanischer Psychiater und Psychoanalytiker
- George Douglas Young (1910–1980), US-amerikanischer Priester, Theologe und Hochschullehrer
- George M. Young (1870–1932), US-amerikanischer Politiker
- Georgiana Young (1924–2007), US-amerikanische Filmschauspielerin
- Gig Young (1913–1978), US-amerikanischer Schauspieler
- Grace Chisholm Young (1868–1944), englische Mathematikerin
- Graham Young (Leichtathlet) (* 1945), britischer Geher
- Graham Young (Serienmörder) (Graham Frederick Young; 1947–1990), britischer Serienmörder
- Guilford Clyde Young (1916–1988), australischer Geistlicher

### H
- H. Casey Young (1828–1899), US-amerikanischer Politiker
- H. Olin Young (1850–1917), US-amerikanischer Politiker
- Harold Young (Regisseur) (1897–1972), US-amerikanischer Regisseur, Filmeditor und Schauspieler
- Harold Young (Rugbyspieler), britischer Rugby-League-Spieler
- Harold Young (Politiker) (1923–2006), australischer Politiker
- Harrison Young (1930–2005), US-amerikanischer Schauspieler
- Henry Young (1803–1870), britischer Politiker und Gouverneur in Australien
- Herman F. Young (* vor 1951), vincentischer Politiker
- Hilton Young, 1. Baron Kennet (1879–1960), britischer Politiker, Unterhausabgeordneter und Peer
- Hugh Young (1870–1945), US-amerikanischer Urologe

### I
- Ian Young (Leichtathlet) (1911–2003), britischer Sprinter
- Ian Young (Fußballspieler) (1943–2019), schottischer Fußballspieler
- Ian Young (Eishockeyspieler) (* 1969), kanadisch-deutscher Eishockeyspieler
- Iris Marion Young (1949–2006), US-amerikanische Politikwissenschaftlerin
- Irma Young (1912–1993), US-amerikanische Jazzmusikerin und Tänzerin
- Isaac D. Young (1849–1927), US-amerikanischer Politiker
- Isaiah Young (* 1998), US-amerikanischer Fußballspieler
- Izzy Young (1928–2019), US-amerikanisch-schwedischer Musikmanager

### J
- J. Smith Young (1834–1916), US-amerikanischer Politiker
- Jack Young (* 1954), US-amerikanischer Politiker
- Jackie Young (* 1997), US-amerikanische Basketballspielerin
- Jackson Young (* 2001), kanadischer Volleyballspieler
- Jacob Young (Dokumentarfilmer) (* 1952), US-amerikanischer Dokumentarfilmer
- Jacob Young (Gitarrist) (* 1970), norwegischer Jazzgitarrist
- Jacob Young (Schauspieler) (* 1979), US-amerikanischer Schauspieler und Sänger
- James Young (Politiker, 1800) (1800–1878), US-amerikanischer Politiker (Missouri)
- James Young (Chemiker) (1811–1883), britischer Chemiker
- James Young (Politiker, 1866) (1866–1942), US-amerikanischer Politiker (Texas)
- James Young (Regisseur) (1872–1948), US-amerikanischer Filmregisseur und Schauspieler
- James Young (Fußballspieler) (Jim Young; 1882–1922), schottischer Fußballspieler
- James Young (Musiker, 1933) (1933–2017), schottischer Sousaphonist
- James Young (Musiker, 1949) (* 1949), US-amerikanischer Musiker, Gitarrist von Styx (Band)
- James Young (Footballspieler) (* 1950), US-amerikanischer American-Football-Spieler
- James Young (Bürgermeister) (* 1955/1956), US-amerikanischer Politiker
- James Young (Basketballspieler) (* 1995), US-amerikanischer Basketballspieler
- James Young (Dartspieler) (* 1992), schottischer Dartspieler
- James E. Young (* 1951), US-amerikanischer Sprachwissenschaftler und Judaist
- James R. Young (1847–1924), US-amerikanischer Politiker
- Jaymes Young (* 1991), US-amerikanischer Singer-Songwriter
- Janet Young, Baroness Young (1926–2002), britische Politikerin
- Janet Young (Tennisspielerin) (* 1951), australische Tennisspielerin
- Janet Badjan-Young (* 1937), gambische Dramatikerin
- Jason Young (Eishockeyspieler) (* 1972), deutsch-kanadischer Eishockeyspieler
- Jason Young (Leichtathlet, 1981) (* 1981), US-amerikanischer Diskuswerfer
- Jason Young (Leichtathlet, 1991) (* 1991), jamaikanischer Sprinter
- Jeffrey E. Young (* 1950), US-amerikanischer Verhaltenstherapeut
- Jerome Young (* 1976), US-amerikanischer Leichtathlet
- Jim Young (Footballspieler) (James Norman Young; * 1943), kanadischer Canadian-Football-Spieler
- Jim Young (Produzent), US-amerikanischer Filmproduzent
- Jimmy Young (Sänger) (1921–2016), britischer Discjockey, Hörfunkmoderator und Popsänger
- Jimmy Young (Boxer) (1948–2005), US-amerikanischer Boxer
- Jocelin Winthrop-Young (1919–2012), britischer Pädagoge, Internatsleiter und Offizier der Royal Navy
- Jock Young (1942–2013), britischer Soziologe und Kriminologe
- Joe Young (Songtexter) (1889–1939), US-amerikanischer Songtexter
- Joe Young, bekannt als Mighty Joe Young (1927–1999), US-amerikanischer Blues-Gitarrist, Sänger und Songschreiber
- Joe Young (Politiker), kanadischer Politiker
- Joe Young (Footballspieler) (* 1933), US-amerikanischer Footballspieler
- Joe Young (Basketballspieler) (* 1992), US-amerikanischer Basketballspieler
- Joe Young (Musiker) (Tyrone Derryl Clay), US-amerikanischer Musiker
- John Young (Bischof, 1463) (1463–1526), Geistlicher, Bischof von Callipolis
- John Young (Bischof, 1624) (1624–1665), schottischer Geistlicher, Bischof von Argyll
- John Young (Militärberater) (um 1742–1835), britischer Militärberater und Gouverneur von Hawaiʻi
- John Young (Bischof, 1746) (1746–1813), irischer Geistlicher, Bischof von Limerick
- John Young (Architekt) (1797–1877), britischer Architekt
- John Young (Politiker, 1802) (1802–1852), US-amerikanischer Politiker, Gouverneur von New York
- John Young, 1. Baron Lisgar (auch John Young, 2. Baronet; 1807–1876), britischer Kolonialbeamter
- John Young (Politiker, 1811) (1811–1878), kanadischer Politiker
- John Young (Naturforscher) (1835–1902), schottischer Arzt und Paläontologe
- John Young (Schauspieler) (1916–1996), schottischer Schauspieler
- John Young (Schwimmer) (1917–2006), Schwimmsportler von den Bermudas
- John Young (Politiker, 1930) (1930–2011), schottischer Politiker
- John Young (Radsportler) (1936–2013), australischer Radsportler
- John Young (Rugbyspieler) (1937–2020), englischer Rugby-Union-Spieler
- John Young (Politiker, IV), britischer Politiker
- John Young (Künstler) (* 1956), australischer Künstler
- John Andrew Young (1916–2002), US-amerikanischer Politiker
- John Duncan Young (1823–1910), US-amerikanischer Politiker
- John Lloyd Young (* 1975), US-amerikanischer Schauspieler und Sänger
- John Merritt Young (1922–2008), US-amerikanischer Jazzpianist und Arrangeur
- John Paul Young (* 1950), australischer Sänger
- John Russell Young (Journalist) (1840–1899), US-amerikanischer Journalist, Schriftsteller und Diplomat
- John Russell Young (Politiker) (1882–1967), US-amerikanischer Politiker
- John Sacret Young (1946–2021), US-amerikanischer Schriftsteller und Drehbuchautor
- John Watts Young (1930–2018), US-amerikanischer Astronaut
- John Wesley Young (1879–1932), US-amerikanischer Mathematiker
- John Zachary Young (1907–1997), britischer Zoologe und Neurobiologe
- Johnny Young (Diplomat) (1940–2021), US-amerikanischer Diplomat
- Johnny Young (Musiker) (1917–1974), US-amerikanischer Bluesmusiker
- Johnny Young (Moderator) (* 1947), australischer Sänger und Moderator
- Johnny Young (Schauspieler), US-amerikanischer Schauspieler
- Jonathon Young (* 1973), kanadischer Schauspieler
- Josh Young (* 1988), US-amerikanischer Basketballspieler
- Joshua Maria Young (1808–1866), US-amerikanischer Geistlicher, Bischof von Erie
- Juan Lucas Young (* 1963), argentinischer Architekt
- Justin Young (Pokerspieler) (Justin Grant Young), US-amerikanischer Pokerspieler
- Justin Young (Sänger, 1978) (* 1978), US-amerikanischer Sänger
- Justin Young (Leichtathlet) (* 1979), US-amerikanischer Marathonläufer
- Justin Young (Sänger, 1987) (* 1987), englischer Sänger

### K
- Karen Young (Sängerin, 1946) (* 1946), britische Folksängerin
- Karen Young (Sängerin, März 1951) (1951–1991), US-amerikanische Disco-Sängerin und Pianistin
- Karen Young (Sängerin, Juni 1951) (* 1951), kanadische Sängerin und Songwriterin (Jazz, Weltmusik)
- Karen Young (Schauspielerin) (* 1958), US-amerikanische Schauspielerin
- Karen Young (Schriftstellerin) (* vor 1983), US-amerikanische Schriftstellerin
- Karl Young (1879–1943), US-amerikanischer Theaterwissenschaftler, Mediävist und Hochschullehrer
- Kat Sawyer-Young (* 1952), US-amerikanische Schauspielerin, Autorin, Ölmalerin und Yoga-Lehrerin, siehe Kat Sawyer
- Katherine Young (* 1980), US-amerikanische Musikerin und Komponistin
- Kathy Young (* 1945), US-amerikanische Sängerin
- Keone Young (* 1947), US-amerikanischer Schauspieler und Synchronsprecher
- Kevin Young (Leichtathlet) (* 1966), US-amerikanischer Leichtathlet
- Kevin Young (Baseballspieler) (* 1969), US-amerikanischer Baseballspieler
- Kevin Young (Dichter) (* 1970), US-amerikanischer Dichter
- Kevin Young (Eishockeyspieler) (* 1982), kanadischer Eishockeyspieler
- Kevin Young, Sänger und Bassist der US-amerikanischen Band Disciple
- Kimball Young (1893–1972), US-amerikanischer Sozialpsychologe und Soziologe
- Kit Young (Dartspieler), britischer Dartspieler
- Kit Young (Schauspieler) (* 1994), britischer Schauspieler
- Korleone Young (* 1978), US-amerikanischer Basketballspieler
- Kristeen Young (* 1975), US-amerikanische Sängerin
- Kristina Tonteri-Young (* 1998), finnisch-neuseeländische Schauspielerin und Balletttänzerin

### L
- La Monte Young (* 1935), US-amerikanischer Musiker und Komponist
- Lafayette Young (1848–1926), US-amerikanischer Politiker
- Lai-Sang Young (* 1952), US-amerikanische Mathematikerin chinesischer Herkunft
- Larry Young (Jazzmusiker) (1940–1978), US-amerikanischer Jazzorganist und Komponist
- Larry Young (Leichtathlet) (* 1943), US-amerikanischer Leichtathlet
- Larry J. Young (* 1967), US-amerikanischer Neurowissenschaftler
- Laurence Chisholm Young (1905–2000), US-amerikanischer Mathematiker
- Leanne Khol Young, kanadische Schauspielerin
- Lee Young (1914–2008), US-amerikanischer Jazzmusiker und Musikproduzent
- Lee Thompson Young (1984–2013), US-amerikanischer Schauspieler
- Leigh Taylor-Young (* 1945), US-amerikanische Schauspielerin
- Leo C. Young (1891–1981), US-amerikanischer Radio-Pionier und Mitarbeiter des United States Naval Research Laboratory
- Leonard Kelly-Young (* 1948), US-amerikanischer Schauspieler
- Leonidas B. Young, II (1954–2016), US-amerikanischer Pastor und Politiker
- Lester Young (1909–1959), US-amerikanischer Jazzmusiker
- Liam de Young (* 1981), australischer Hockeyspieler
- Lola Young, Baroness Young of Hornsey (* 1951), britische Künstlerin und Lehrerin
- Lola Young (* 2001), britische Singer-Songwriterin
- Loretta Young (1913–2000), US-amerikanische Schauspielerin
- Louisa Young (* 1960), britische Schriftstellerin
- Louise Young (* 1960), US-amerikanische Historikerin und Japanologin
- Lucien Young (1852–1912), US-amerikanischer Admiral
- Luke Young (* 1979), englischer Fußballspieler
- Lyman Young (1893–1984), US-amerikanischer Comiczeichner

### M
- Madison Young (* 1980), US-amerikanische Pornodarstellerin
- Mae Young (1923–2014), US-amerikanische Wrestlerin
- Malcolm Young (1953–2017), australischer Gitarrist und Songschreiber
- Marguerite Young (1909–1995), US-amerikanische Schriftstellerin
- Mark Aitchison Young (1886–1974), britischer Kolonialbeamter
- Mary Helen Young (1883–1945), schottische Krankenpflegerin und Widerstandskämpferin im Zweiten Weltkrieg
- Matthew Young († 2015), britischer Verwaltungsbeamter und Manager
- Maurus Young (* 1933), französischer Schriftsteller und Dichter
- Megan Young (* 1990), philippinisches Modell
- Melissa Young (* 1967), US-amerikanische Schauspielerin
- Michael Young (Ringer), US-amerikanischer Ringer
- Michael Young (Basketballspieler) (* 1961), US-amerikanischer Basketballspieler
- Michael Young (Designer) (* 1966), britischer Designer
- Michael Young (Baseballspieler) (* 1976), US-amerikanischer Baseballspieler
- Michael Young (Rallyefahrer), neuseeländischer Rallyefahrer
- Michael Alan Young, US-amerikanischer Geschäftsmann
- Michael Dunlop Young (1915–2002), britischer Soziologe
- Michael Hughes-Young, 1. Baron St Helens (1912–1980), britischer Politiker, Unterhausabgeordneter und Oberhausmitglied
- Michael W. Young (* 1949), US-amerikanischer Chronobiologe
- Mighty Joe Young (1927–1999), US-amerikanischer Gitarrist, Sänger und Songschreiber
- Milton Young (1897–1983), US-amerikanischer Politiker
- Mireille Miller-Young (* 1976), US-amerikanische Professorin für feministische Studien

### N
- Nedrick Young (1914–1968), US-amerikanischer Schauspieler und Drehbuchautor
- Neil Young (Politiker) (* 1936), kanadischer Politiker
- Neil Young (Fußballspieler, 1944) (1944–2011), englischer Fußballspieler
- Neil Young (* 1945), kanadischer Musiker
- Neil Young (Fußballspieler, 1973) (* 1973), englischer Fußballspieler
- Neil Young (Fußballspieler, 1979) (* 1979), australischer Fußballspieler
- Nick Young (* 1985), US-amerikanischer Basketballspieler
- Nico Young (* 2002), US-amerikanischer Langstreckenläufer
- Nigel Young (* 1938), britischer Politikwissenschaftler
- Noah Young (1887–1958), US-amerikanischer Schauspieler

### O
- Odessa Young (* 1998), australische Filmschauspielerin
- Oliver Young (1855–1908), britischer Politiker
- Otis Young (1932–2001), US-amerikanischer Schauspieler
- Owen D. Young (1874–1962), US-amerikanischer Industrieller und Diplomat

### P
- Pamela Young, neuseeländische Biologin
- Parker Young (* 1988), US-amerikanischer Schauspieler
- Patricia Young (* 1954), kanadische Schriftstellerin und Dichterin
- Patrick Young (Patricius Junius; 1584–1652), schottischer Gelehrter
- Paul Young (Schauspieler) (* 1944), schottischer Schauspieler
- Paul Young (Sänger, 1947) (1947–2000), britischer Popsänger
- Paul Young (* 1956), britischer Sänger und Songschreiber
- John Paul Young (* 1950), australischer Sänger und Popmusiker
- Paul Young (Rennfahrer) (* 1969), australischer Motorradrennfahrer
- Paul Young (Produzent), Regisseur und Synchronsprecher von Animationsfilmen
- Paul Thomas Young (1892–1978), US-amerikanischer Psychologe und Hochschullehrer
- Pauline V. Young (1896–1977), US-amerikanische Soziologin und Sozialarbeiterin
- P. C. Young, US-amerikanischer Filmtechniker
- Pearl Young (1895–1968), US-amerikanische Physikerin
- Pegi Young (1952–2019), US-amerikanische Musikerin
- Percy Young (1912–2004), britischer Musikschriftsteller und Komponist
- Peter Young (Historiker) (1915–1988), britischer Militärhistoriker
- Peter Young (Rugbyspieler) (1927–2002), englischer Rugby-Union-Spieler
- Peter Young (Maler) (* 1940), US-amerikanischer Maler
- Peter Young (Szenenbildner), britischer Szenenbildner
- Peter Young (Drehbuchautor) (1948–1985), US-amerikanischer Drehbuchautor
- Peter Young (Regisseur), Filmregisseur, Kameramann und Produzent
- Peyton Young (* 1945), US-amerikanischer Mathematiker und Ökonom
- Phyllis Young (1925–2017), US-amerikanische Cellistin und Musikpädagogin
- Pierce Manning Butler Young (1836–1896), US-amerikanischer Politiker und Offizier
- Polly Ann Young (1908–1997), US-amerikanische Schauspielerin
- Purvis Young (1943–2010), US-amerikanischer Künstler

### Q
- Quintin Young (* 1947), schottischer Fußballspieler

### R
- Ralph Young (1918–2008), US-amerikanischer Sänger
- Ramon Young (* um 1930), Badmintonspieler aus Hongkong
- Reinhard Young (* 2001), nigerianischer Fußballspieler
- Richard Young (Bischof) († 1418), britischer Diplomat und Geistlicher, Bischof von Rochester
- Richard Young (Gouverneur), britischer Kolonialgouverneur
- Richard Young (Politiker) (1846–1935), US-amerikanischer Jurist und Politiker irischer Herkunft
- Richard Young (Schauspieler), US-amerikanischer Schauspieler
- Richard E. Young (* 1938), hawaiischer Ozeanograph und Meeresbiologe
- Richard M. Young (1798–1861), US-amerikanischer Politiker
- Rida Johnson Young (1875–1926), US-amerikanische Dramatikerin, Liedermacherin und Librettistin
- Rob Young, kanadischer Tonmeister
- Robert Young (Sozialreformer), US-amerikanischer Sozialreformer und Philanthrop
- Robert Young (Schauspieler) (1907–1998), US-amerikanischer Schauspieler
- Robert Young (Leichtathlet) (1916–2011), US-amerikanischer Sprinter
- Robert Young (Regisseur) (* 1933), britischer Regisseur
- Robert Young (Werkstoffwissenschaftler) (* 1948), britischer Werkstoffwissenschaftler
- Robert Young (Politikwissenschaftler) (1950–2017), kanadischer Politikwissenschaftler
- Robert A. Young (1923–2007), US-amerikanischer Politiker
- Robert Clark Young (* 1960), US-amerikanischer Autor
- Robert J. C. Young, US-amerikanischer Literaturwissenschaftler
- Robert F. Young (1915–1986), US-amerikanischer Schriftsteller
- Robert M. Young (1924–2024), US-amerikanischer Regisseur, Drehbuchautor, Kameramann und Produzent
- Robert Nicholas Young (1900–1964), US-amerikanischer Generalleutnant
- Robert R. Young (1897–1958), US-amerikanischer Industrieller und Eisenbahnmagnat
- Robyn Young (Schriftstellerin) (* 1975), britische Schriftstellerin
- Robyn Young (Schwimmerin) (* 2000), eswatinische Schwimmerin
- Rodger Young (1918–1943), US-amerikanischer Infanterist
- Rodney S. Young (1907–1974), US-amerikanischer Archäologe
- Roger Young (* 1942), US-amerikanischer Regisseur, Drehbuchautor und Produzent
- Roger Young (Radsportler) (* 1953), US-amerikanischer Radsporttrainer und Radsportler
- Roger Arliner Young (1889–1964), US-amerikanische Zoologin und Hochschullehrerin
- Roland Young (1887–1953), US-amerikanisch-britischer Schauspieler
- Ron Young (* um 1940), australischer Badmintonspieler
- Rory Young (1967–2021), irischer Wildtierschützer und Anti-Poaching Stratege
- Rosa Young (1890–1971), US-amerikanische Pädagogin
- Roy A. Young (1882–1960), US-amerikanischer Bankmanager
- Rupert Young (* 1978), britischer Schauspieler
- Rusty Young (1946–2021), US-amerikanischer Musiker und Pedal-Steel-Gitarrist
- Ruth Young (Sängerin) (* um 1950), US-amerikanische Jazz-Sängerin
- Ruth Young (Archäologin) (* 1963), britische Archäologin
- Ruth C. Young (1882–1954), US-amerikanische Schriftstellerin, siehe Ruth Comfort Mitchell

### S
- Sam Young (Fußballspieler) (1883–1954), irischer Fußballspieler
- Sam Young (Basketballspieler) (* 1985), amerikanisch-libanesischer Basketballspieler
- Sam Young (Footballspieler) (* 1987), US-amerikanischer Footballspieler
- Samuel Young (Politiker, 1779) (1779–1850), US-amerikanischer Politiker
- Samuel Young (Politiker, 1822) (1822–1918), britischer Politiker
- Samuel Baldwin Marks Young (1840–1924), US-amerikanischer General
- Samuel H. Young (1922–2017), US-amerikanischer Politiker
- Sarah Young (Schriftstellerin) (1946–2023), US-amerikanische Seelsorgerin und Schriftstellerin
- Sarah Young (Pornodarstellerin) (* 1971), britische Pornodarstellerin
- Sarah Young (Seglerin) (1975–2016), britische Seglerin und Unternehmerin
- Sarah Young (Hockeyspielerin) (* 1981), australische Hockeyspielerin
- Sarah Young-Wilkinson (* 1970), britische Langstreckenläuferin
- Sarah Hanson-Young (* 1981), australische Politikerin
- Scott Young (Journalist) (1918–2005), kanadischer Sportjournalist
- Scott Young (* 1967), US-amerikanischer Eishockeyspieler
- Sean Young (* 1959), US-amerikanische Schauspielerin
- Seri DeYoung, Schauspielerin, Regisseurin, Produzentin und Drehbuchautorin
- Seth Ford-Young (* 1973), US-amerikanischer Musiker (Bass)
- Shalanda Young (* 1977), US-amerikanische Regierungsbeamtin
- Sheila Young (* 1950), US-amerikanische Eisschnellläuferin und Radrennfahrerin
- Sidney Young (1857–1937), britischer Chemiker
- Simone Young (* 1961), australische Dirigentin
- Snooky Young (1919–2011), US-amerikanischer Trompeter
- Sophia Young (* 1983), Basketballspielerin aus St. Vincent und die Grenadinen
- Stella Young (1982–2014), australische Journalistin, Comedian und Behindertenaktivistin
- Stephen Young (Schauspieler) (* 1931), kanadischer Schauspieler
- Stephen Young (Rennfahrer), britischer Autorennfahrer
- Stephen G. Young (* 1952), US-amerikanischer Mediziner
- Stephen M. Young (1889–1984), US-amerikanischer Politiker
- Steve Young (* 1961), US-amerikanischer American-Football-Spieler
- Stevie Young (* 1956), schottischer Gitarrist
- Stuart Young (* 1975), trinidadischer Politiker

### T
- Tamera Young (* 1986), US-amerikanische Basketballspielerin
- Tata Young (* 1980), thailändische Sängerin
- Terence Young (1915–1994), britischer Regisseur
- Thaddeus Young (* 1988), US-amerikanischer Basketballspieler
- Thomas Young (1773–1829), englischer Augenarzt, Physiker und Ägyptologe
- Thomas Young (Erzbischof) (1507–1568), englischer Geistlicher
- Thomas Young (Revolutionär) (1731–1777), US-amerikanischer Arzt und Revolutionär
- Thomas L. Young (1832–1888), US-amerikanischer Politiker
- Tiffany Young (* 1989), südkoreanisch-US-amerikanische Sängerin der Band Girls’ Generation
- Tim Young (Eishockeyspieler) (* 1955), kanadischer Eishockeyspieler
- Tim Young (Ruderer, 1956) (* 1956), australischer Ruderer
- Tim Young (Ruderer, 1968) (* 1968), US-amerikanischer Ruderer
- Tim Young (Baseballspieler) (* 1973), US-amerikanischer Baseballspieler
- Tim Young (Basketballspieler) (* 1976), US-amerikanischer Basketballspieler
- Tim Young (Leichtathlet) (* 1987), US-amerikanischer Marathonläufer
- Timothy R. Young (1811–1898), US-amerikanischer Politiker
- Todd Young (* 1972), US-amerikanischer Politiker
- Tomas Young (1979–2014), US-amerikanischer Kriegsveteran

- Tony Young (Regisseur) (George Anthony Young; 1917–1966), britischer Regisseur und Fernsehproduzent
- Tony Young (Schauspieler)  (Carleton Leonard Young; 1937–2002), US-amerikanischer Schauspieler
- Tony Young (Fußballspieler) (Thomas Anthony Young; 1952–2024), englischer Fußballspieler
- Tony Young (Kampfsportler) (Anthony Young; * 1962), US-amerikanischer Kampfsportler und Kampfsportlehrer
- Trae Young (* 1998), US-amerikanischer Basketballspieler
- Trummy Young (1912–1984), US-amerikanischer Jazzmusiker

### V
- Valerie Young (* 1937), neuseeländische Leichtathletin
- Victor Young (1900–1956), US-amerikanischer Musiker
- Vince Young (* 1983), US-amerikanischer American-Football-Spieler
- Vincent Young (Schauspieler) (* 1965), US-amerikanischer Schauspieler

### W
- Waldemar Young (1878–1938), US-amerikanischer Drehbuchautor
- Walter Young (1913–2004), kanadischer Marathonläufer
- Wayland Young, 2. Baron Kennet (1923–2009), britischer Politiker und Publizist
- Webster Young (1932–2003), US-amerikanischer Musiker
- Webster A. Young, US-amerikanischer Komponist
- Wendell Young (Wendell Edward Young; * 1963), kanadischer Eishockeytorwart, -trainer und -funktionär
- Whitney Young (1921–1971), US-amerikanischer Bürgerrechtler
- Will Young (* 1979), britischer Sänger und Schauspieler
- Will Young (Cricketspieler) (* 1992), neuseeländischer Cricketspieler
- William Young (Komponist) (um 1610–1662), englischer Gambenspieler und Komponist
- William Young, 1. Baronet (of Dominica) (1725–1788), britischer Politiker und Kolonialgouverneur
- William Young (Botaniker) (Wilhelm Jungck Jr.; 1742–1785), deutschamerikanischer Botaniker
- William Young, 1. Baronet (of Bailieborough Castle) (1773–1848), britischer Adliger, Direktor der Britischen Ostindien-Kompanie
- William Young (Politiker, 1799) (1799–1887), kanadischer Politiker (Nova Scotia)
- William Young (Architekt) (1843–1900), schottischer Architekt
- William Young (Politiker, 1852) (1852–1915), australischer Politiker
- William Young (Agent) (1934–2011), US-amerikanischer CIA-Agent in Südostasien
- William Albin Young (1860–1928), US-amerikanischer Politiker
- William Allen Young (* 1954), US-amerikanischer Schauspieler
- William Douglas Young (1859–1943), britischer Kolonialbeamter, Gouverneur der Falklandinseln
- William Gould Young (1902–1980), US-amerikanischer Chemiker
- William Henry Young (1863–1942), englischer Mathematiker
- William Hilary Young (1913–2003), britischer Diplomat
- William Hugh Young (1838–1901), US-amerikanischer Brigadegeneral
- William John Young (1878–1942), britischer Biochemiker
- William P. Young (* 1955), kanadischer Autor
- William Robert Young (* 1979), britischer Sänger und Schauspieler, siehe Will Young
- William Singleton Young (1790–1827), US-amerikanischer Politiker
- Willie Young (* 1973), US-amerikanischer Basketballtrainer
- Willis Young (um 1872–1943), US-amerikanischer Musiker und Musikpädagoge

### Y
- Yasha Young (* 1972), deutsch-US-amerikanische Kuratorin, Museumsdirektorin, Galeristin und Kunstagentin

### Z
- Zora Young (* 1948), US-amerikanische Blues-Sängerin